# Maisons-Alfort
Maisons-Alfort is een gemeente in het Franse departement Val-de-Marne (regio Île-de-France). De gemeente telde 57.422 inwoners op 1 januari 2022. De plaats maakt deel uit van het arrondissement Nogent-sur-Marne.

## Geschiedenis
De plaats Maisons werd voor het eerst vermeld in 988. In 1765 kocht Claude Bourgelat het kasteel van Alfort en samen met Honoré Fragonard stichtte hij er een school voor diergeneeskunde. Er werd onderzoek gedaan naar ziekten die de veestapel troffen en ook naar de veredeling van paardenrassen.
Tussen 1841 en 1845 werd het Fort de Charenton gebouwd als onderdeel van de fortengordel rond Parijs. In 1849 werd de spoorlijn Parijs - Lyon aangelegd en in 1881 kwam er een tramlijn door de gemeente. Hierdoor kon de wijk Charentonneau zich ontwikkelen. Langs de Marne was er industriële bedrijvigheid door de aanwezigheid van watermolens. Hier kwam ook de fabriek waar de aperitiefdrank Suze werd geproduceerd. Maar langs de rivier waren er ook uitgaansgelegenheden (guinguettes) voor Parijzenaars. In 1932 werd er zelfs een gemeentelijk strand aangelegd aan de Marne. In de jaren 1930 werden sociale woningen en nieuwe scholen gebouwd voor de sterk groeiende bevolking. In de jaren 1970 werd de gemeente aangesloten op de Metro van Parijs.

## Geografie
De oppervlakte van Maisons-Alfort bedroeg op 1 januari 2022 5,35 vierkante kilometer; de bevolkingsdichtheid was toen 10.733,1 inwoners per km². De Marne vormt de noordelijke grens van de gemeente.
De onderstaande kaart toont de ligging van Maisons-Alfort met de belangrijkste infrastructuur en aangrenzende gemeenten.

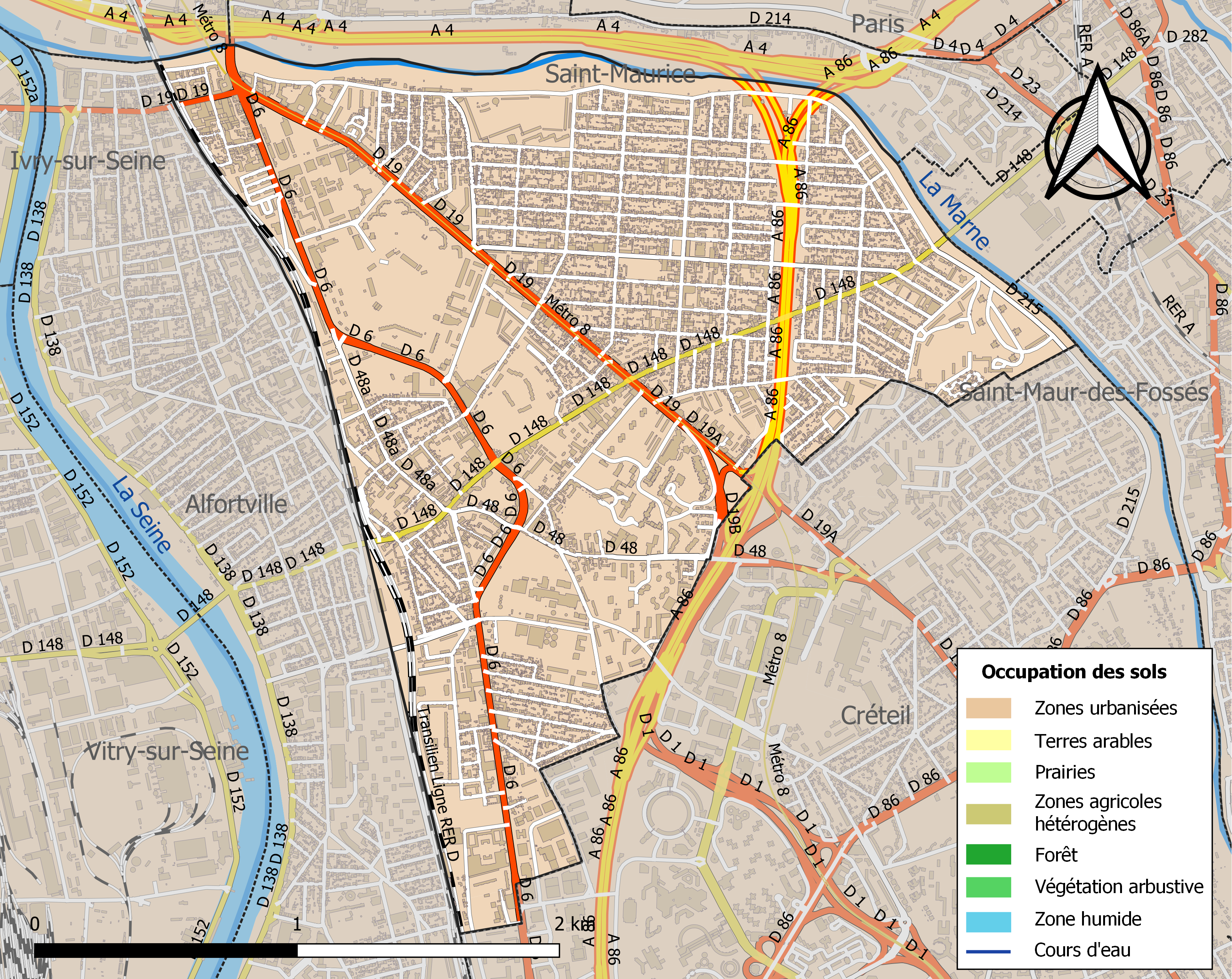

## Demografie
In 1726 telde de plaats ongeveer 450 inwoners. Onderstaande figuur toont het verloop van het inwonertal (bron: INSEE-tellingen).

## Bezienswaardigheden
- École nationale vétérinaire d'Alfort (EnvA)
- Museum Fragonard
- Kerk Saint-Rémi, de oude parochiekerk van Maisons waarvan de oudste delen 12e-eeuws zijn
- Kerk Sainte-Agnès, modernistische kerk uit de jaren 1930 in de wijk Alfort[4]

### Afbeeldingen

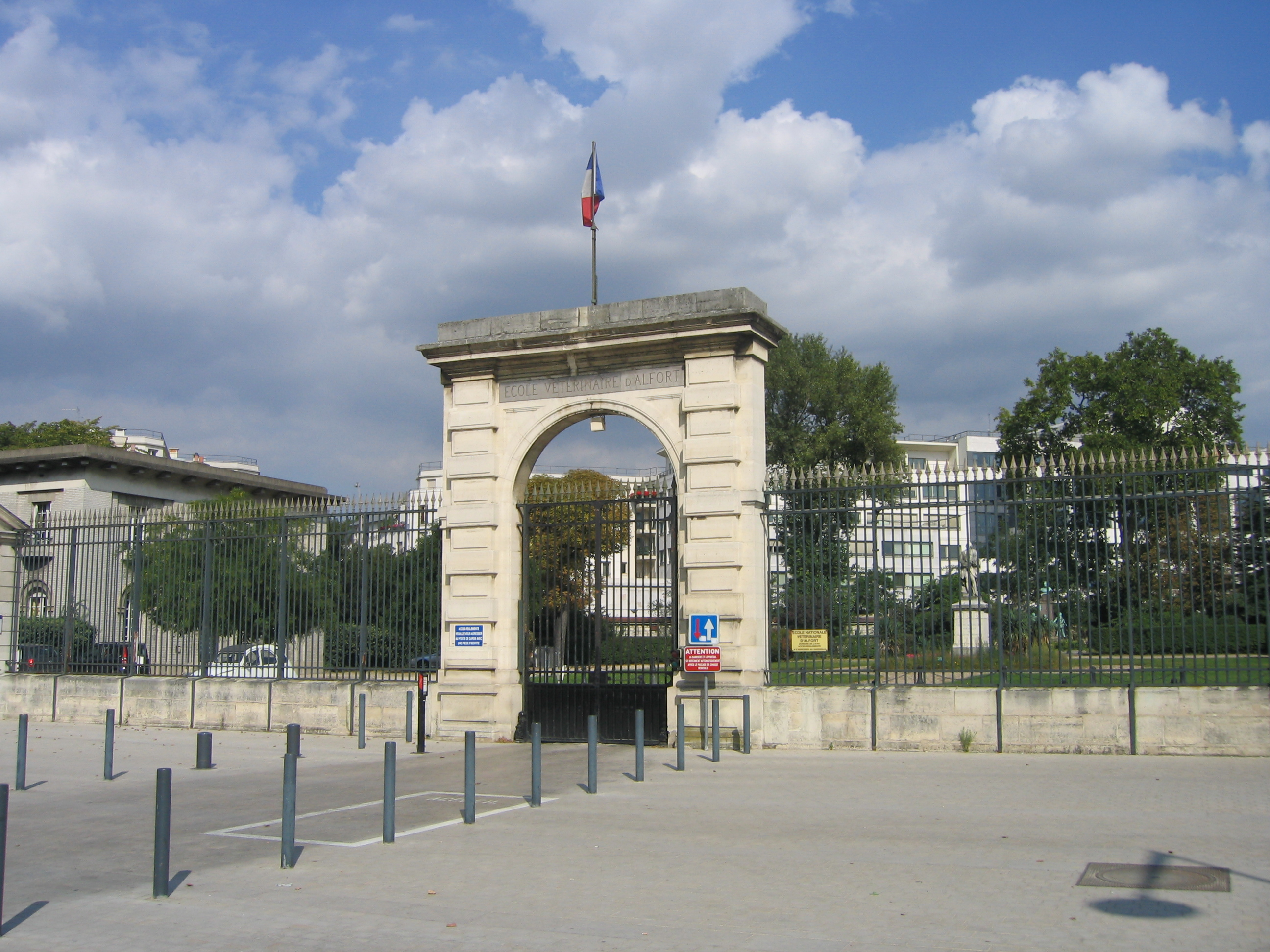
Poort van de École nationale vétérinaire
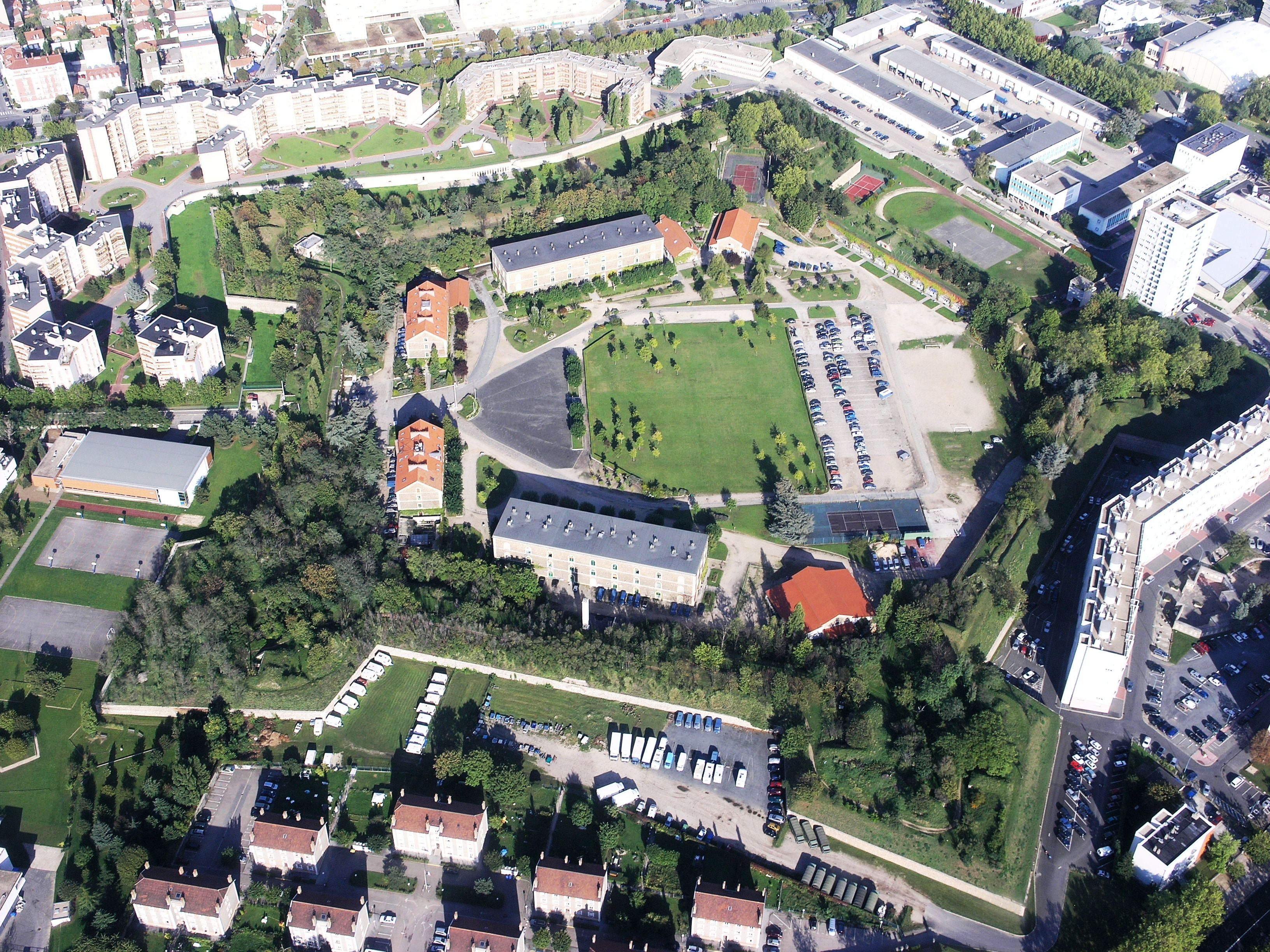
Fort de Charenton
Voorgevel van de voormalige fabriek van Suze (1934-1935)
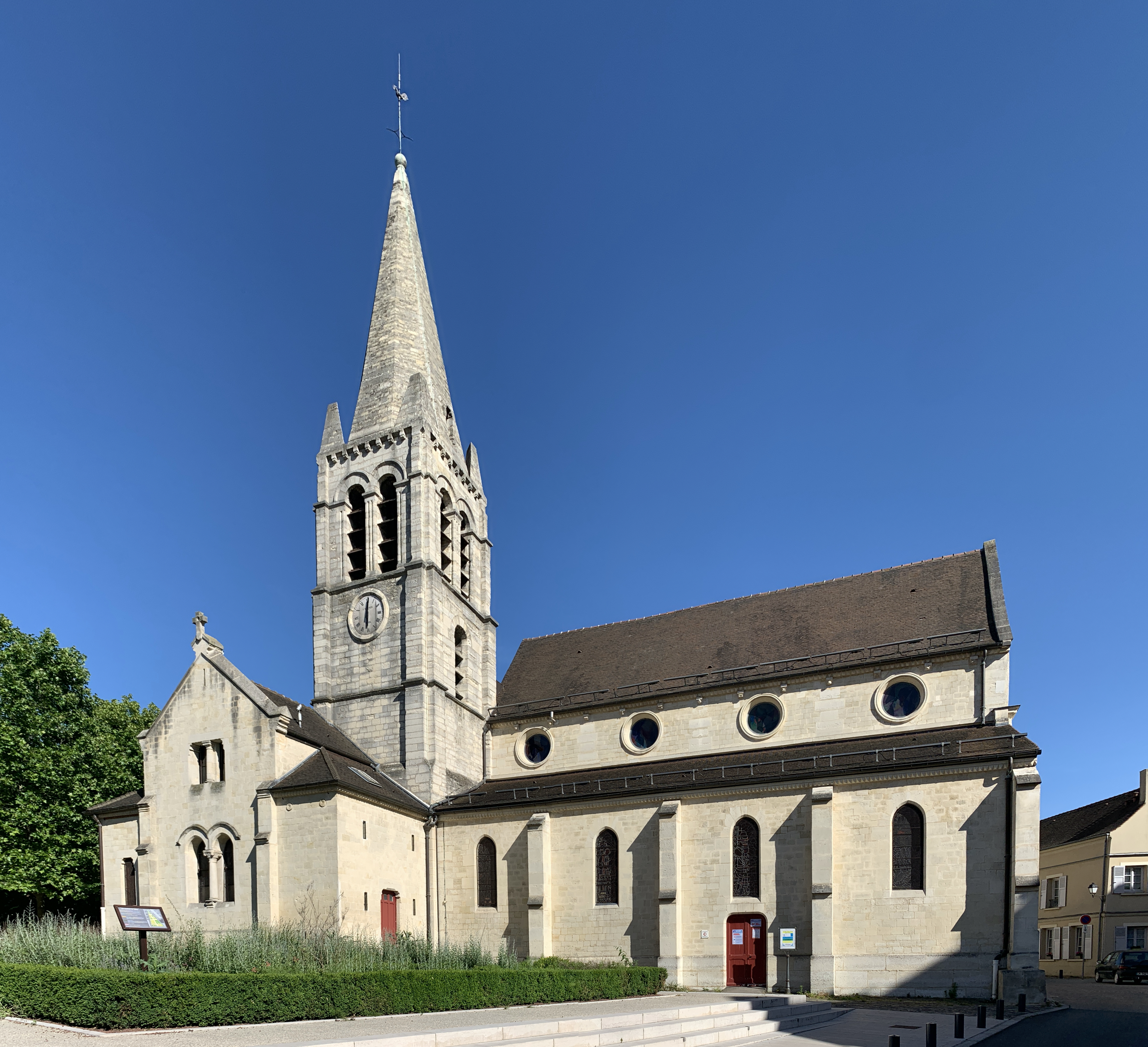
Kerk Saint-Rémi
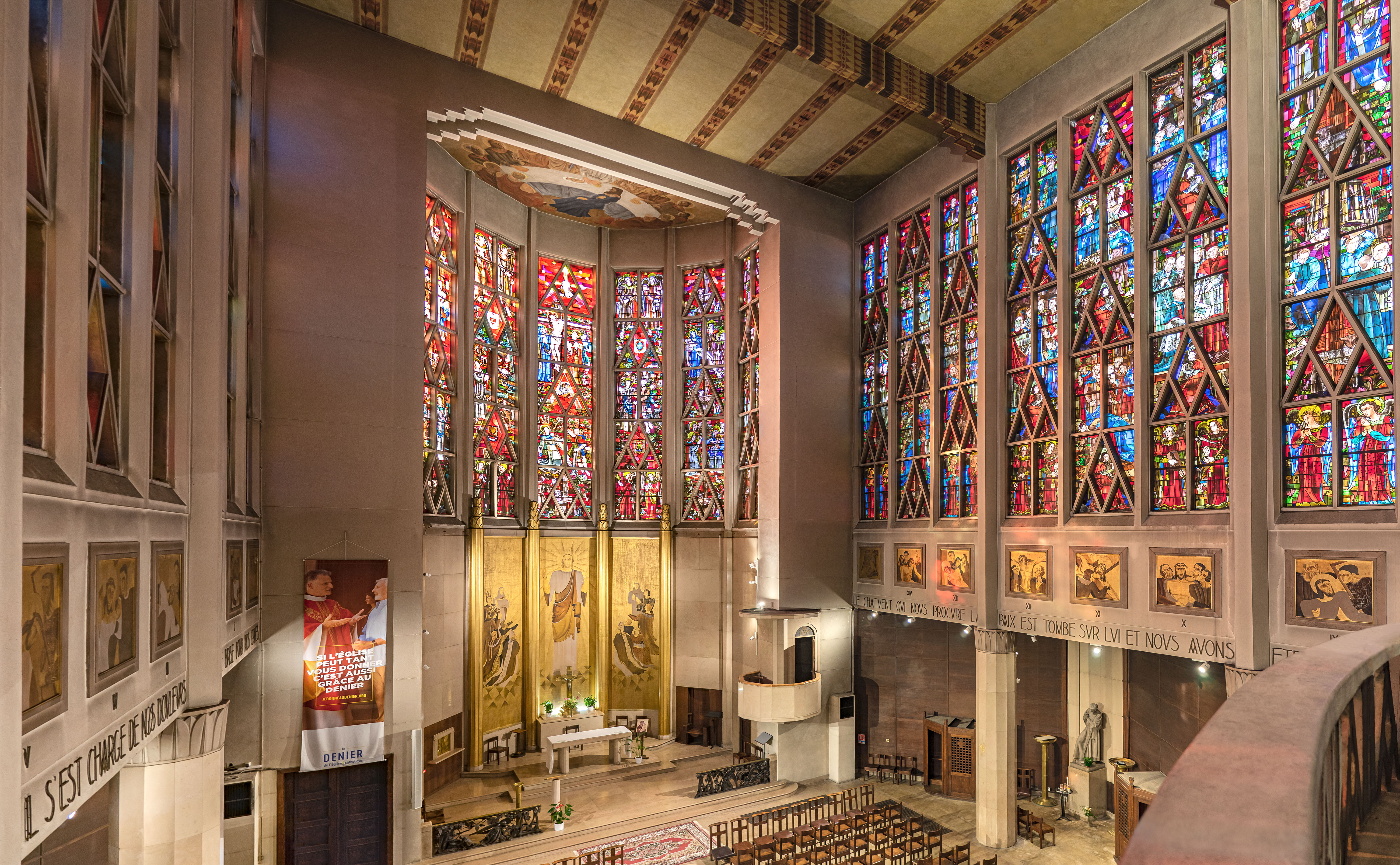
Interieur van de kerk Sainte-Agnès

## Geboren
- Jean Lartéguy (1920-2011), journalist en schrijver
- Benjamin Nicaise (1980), voetballer